# Saison 2016 des Reds de Cincinnati
La saison 2016 des Reds de Cincinnati est la 135e saison en Ligue majeure de baseball et la 127e en Ligue nationale pour cette franchise. 

## Contexte
En 2015, les Reds connaissent une saison difficile et font largement confiance à des recrues inexpérimentées dans les deux derniers tiers de la campagne, pour finir avec seulement 64 victoires et 98 défaites, le 3e plus haut total de défaites en une saison dans leur histoire, et leur pire saison depuis leur record de 101 revers en 1982. Perdants de 12 matchs de plus qu'en 2014, les Reds terminent derniers de la division Centrale de la Ligue nationale et seul Philadelphie perd plus de matchs dans les majeures. Les Reds battent un record des majeures vieux de 1902 en alignant des recrues comme lanceurs partants dans 64 matchs de suite, et ont une recrue au monticule pour amorcer 110 de leurs 162 matchs.

## Calendrier pré-saison
L'entraînement de printemps 2016 des Reds se déroule du 1er mars au 2 avril.

## Saison régulière
La saison régulière de 162 matchs des Reds débute le 4 avril à Cincinnati avec la visite des Phillies de Philadelphie et se termine le 2 octobre suivant.

### Classement
| Ligue nationale division Centrale | V   | D  | %    | Diff. | Diff. (séries) |
| --------------------------------- | --- | -- | ---- | ----- | -------------- |
| Cubs de Chicago                   | 103 | 58 | ,640 | -     | -              |
| Cardinals de Saint-Louis          | 86  | 76 | ,531 | 17½   | 1              |
| Pirates de Pittsburgh             | 78  | 83 | ,484 | 25    | 8½             |
| Brewers de Milwaukee              | 73  | 89 | ,451 | 30½   | 14             |
| Reds de Cincinnati                | 68  | 94 | ,420 | 35½   | 19             |